# Georgi Asparuchov
Georgi Rangelov Asparuchov, bulharsky Георги Рангелов Аспарухов (4. května 1943 – 30. června 1971), známý pod přezdívkou Gundi, byl bulharský fotbalový útočník.

## Klubová kariéra
Hrál za bulharské týmy Levski Sofia a PFK Botev Plovdiv. Proslavil se v roce 1965, když v pohárovém dvojzápase proti Benfice (3:3 a 2:3) dal všech pět branek svého mužstva. Dostal nabídku hrát za AC Milán, ale bulharská vláda přestup nepovolila. Zahynul při automobilové nehodě ve věku 28 let, na jeho pohřeb přišlo přes půl milionu lidí.
V roce 1965 byl zvolen nejlepším sportovcem Bulharska, v tomtéž roce byl osmý v anketě o Zlatý míč. Byl vyhlášen nejlepším bulharským fotbalistou 20. století, v soutěži Největší Bulhaři se umístil jako patnáctý.

## Reprezentační kariéra
Za bulharský národní tým odehrál 50 zápasů a dal v nich 19 gólů. Zúčastnil se tří mistrovství světa ve fotbale: 1962, 1966 a 1970.